# Mamoru Hosoda
Mamoru Hosoda (細田 守?, Hosoda Mamoru; Toyama, 19 settembre 1967) è un regista e animatore giapponese di anime.

## Biografia
Mamoru Hosoda è nato a Nakaniikawa, nella prefettura di Toyama. Suo padre lavorava come ingegnere ferroviario mentre, sua madre era una sarta. Il regista, inizialmente, si sentì ispirato a intraprendere una carriera nell'animazione dopo aver visto Lupin III - Il castello di Cagliostro, il primo film diretto da Hayao Miyazaki. Ha frequentato il Kanazawa College of Art, dove si è laureato nella pittura ad olio.
Dopo la laurea, Hosoda entra a far parte della Toei Animation, dopo aver presentato un cortometraggio che aveva realizzato nel tempo libero. Inizialmente aveva fatto domanda presso lo Studio Ghibli e nonostante non ottenne il lavoro, ricevette una lettera di elogio dallo stimato Hayao Miyazaki. Durante la permanenza alla Toei Animation, lavora come animatore ed esordisce alla regia nel 1999, attirando l'attenzione del pubblico con i primi due film del franchise Digimon: Digimon Adventure e Digimon: Bokura no War Game.
Dopo aver lasciato la Toei Animation, lo Studio Ghibli annuncia che Hosoda avrebbe dovuto dirigere Il castello errante di Howl. Tuttavia lascia la produzione del film nelle sue fasi iniziali, a causa di divergenze d'opinioni con i veterani e lo staff dello studio, finendo per essere sostituito da Hayao Miyazaki.
Hosoda torna alla Toei Animation, lavorando ad alcune animazioni in collaborazione con l'artista Takashi Murakami, come lo spot Superflat Monogram per Louis Vuitton. Nel 2005 dirige il sesto film di One Piece, L'isola segreta del barone Omatsuri. Durante questo periodo dirige un episodio di Magica Doremì, ispirato dal suo turbolento periodo presso lo Studio Ghibli. Questo episodio lo ha portato ad essere assunto presso lo studio d'animazione Madhouse, in cui ha lavorato dal 2005 al 2011. Nel 2006 dirige La ragazza che saltava nel tempo, che ottiene molte critiche positive e con il quale si aggiudica diversi premi. Nel 2009 dirige Summer Wars, che ottiene ulteriori successi di critica e premi.
Nel 2012 dirige Wolf Children - Ame e Yuki i bambini lupo, prodotto dalla Madhouse e realizzato dallo Studio Chizu, da lui fondato, riscuotendo un buon successo di critica e pubblico. Nel 2015 dirige The Boy and the Beast, che ottiene critiche positive e diventa il maggiore successo del regista al box office giapponese.
Nel 2018 dirige Mirai, presentato in anteprima mondiale al Festival di Cannes, nella sezione Quinzaine des Réalisateurs. La pellicola ottiene un ottimo successo di critica e pubblico, venendo candidato al Premio Oscar come miglior film d'animazione e al Golden Globe come miglior film d'animazione.
Nel 2021 dirige Belle. È stato presentato ad Alice nella Città nella 15ª edizione della Festa del Cinema di Roma. Hosoda ha tenuto anche una Masterclass.

## Filmografia

### Regista

#### Lungometraggi
- One Piece - L'isola segreta del barone Omatsuri (ONE PIECE オマツリ男爵と秘密の島, Wan Pīsu: Omatsuri danshaku to himitsu no shima) (2005)
- La ragazza che saltava nel tempo (時をかける少女, Toki wo kakeru shōjo) (2006)
- Summer Wars (サマーウォーズ, Samā Wōzu) (2009)
- Wolf Children - Ame e Yuki i bambini lupo (おおかみこどもの雨と雪, Ōkami kodomo no Ame to Yuki) (2012)
- The Boy and the Beast (バケモノの子, Bakemono no ko) (2015)
- Mirai (未来のミライ, Mirai no Mirai) (2018)
- Belle (竜とそばかすの姫, Ryu to Sobakasu no Hime) (2021)

#### Cortometraggi
- Digimon Adventure (デジモンアドベンチャー, Dejimon Adobenchā) (1999)
- Digimon Adventure: Bokura no War Game! (デジモンアドベンチャー ぼくらのウォーゲーム!, Dejimon Adobenchā: Bokura no Wō Gēmu!) (2000)
- Superflat Monogram (in collaborazione con Takashi Murakami, 2003)
- Digimon Adventure 3D: Digimon Grandprix! (デジモンアドベンチャー3D デジモングランプリ, Dejimon Adobenchā 3D: Dejimon Guranpuri!) (2009)

#### Serie televisive
- Alice SOS (Sigla di apertura, 1998)
- Digimon Adventure (episodio 21, 1999)
- Spiral (Sigle di apertura e di chiusura, 2002)
- Mille magie Doremi (episodi 40 e 49, 2002-2003)
- Nadja (Sigle di apertura e di chiusura, episodi 5-12-16, 2003)
- One Piece (episodio 199, 2004)
- Samurai Champloo (Sigla di apertura, 2004)

### Animatore chiave

#### Lungometraggi
- Coo che arrivò da un mare lontano (1993)
- Dragon Ball Z - Il Super Saiyan della leggenda (1993)
- Dragon Ball Z - Sfida alla leggenda (1994)
- Yu Yu Hakusho - I guerrieri dell'inferno (1994)
- Sailor Moon SS The Movie - Il mistero dei sogni (1995)
- Dragon Ball - Il cammino dell'eroe (1996)
- Galaxy Express 999: Eternal Fantasy (1998)

#### Serie televisive
- Dragon Ball Z (episodio 47, 1993)
- Slam Dunk (episodi 29 e 70, 1994)
- Petali di stelle per Sailor Moon (episodio 7, 1996)
- Utena la fillette révolutionnaire (episodi 18, 23 e 31, 1997)

#### OAV
- Crying Freeman (1988-1994)
- Slam Dunk - Forza Hanamichi Sakuragi! (1994)
- Slam Dunk - La crisi più grande dello Shohoku! (1995)
- Slam Dunk - L'ardente estate di Rukawa e Hanamichi! (1995)

## Riconoscimenti
- Premio Oscar
  - 2019 – Candidatura per il miglior film d'animazione per Mirai[18]